# SM Richter
SM Richter ist ein belgisches Film-Drama-Biopic der 2009 in den Kinos veröffentlicht wurde und von Caviar Films produziert wurde.

## Handlung
Magda leidet an schweren Depressionen und vernachlässigt nicht nur ihr eigenes Leben, sondern auch das von Koen und ihrer Tochter. Nach einem Nervenzusammenbruch landet Magda im Krankenhaus. Nach ihrer Entlassung gesteht sie ihrem Mann, dass sie masochistisch veranlagt ist und möchte, dass er ihr Schmerzen zufügt. Letztendlich beschließt das Paar, sich sexuell neu auszurichten und besucht ein SM-Studio. Magda scheint von ihren Depressionen genesen und wieder glücklich zu sein. Allerdings kommt ihr Geheimnis durch Zufall an die Öffentlichkeit und gegen Koen wird ermittelt, was seine Karriere als Richter gefährden könnte.

## Rezeption
„Wenn Filme ‚Skandalfilme‘ genannt werden, bedeutet das meistens, dass sie eine dieser zwei Ingredienzen beinhalten: Sex und Gewalt. Zweitere ist ja inzwischen recht salonfähig geworden, erstere ist Grund dafür, dass Erik Lamens SM Richter ein ‚Skandalfilm‘ ist. Denn augenscheinlich geht es hier um Sadomasochismus.“

„SM RICHTER ist kein Film, der BDSM-Praktizierende als perverse Freaks vorführt, sondern ein aufklärerisches Werk, das für mehr Toleranz und Verständnis für abweichende Sexualitätsformen und Seinsarten wirbt.“